# The End (로스트)
"The End"는 미국의 방송사 ABC의 텔레비전 드라마 로스트의 시리즈 피날레 에피소드이자 시즌 6의 17, 18번째 에피소드이다. 시리즈 전체를 통틀어 120, 121번째 에피소드이기도 하다. 마지막 에피소드로서 미국 동부와 캐나다 동부에 동시에 첫 방영이 되었고 이어 미국 서부, 캐나다 서부 및 기타 8개국에 동시에 방영되었다
이 에피소드는 공동 제작자이자 감독인 데이먼 린델로프와 감독 칼톤 쿠즈가 각본을 썼고, 잭 벤더가 감독을 맡았다. 이전의 시즌 피날레에서는 광고 시간을 포함 약 2시간에 걸쳐 방영되었던 것과 달리, 이번 시즌
피날레에서는 30분이 더 늘어난채로 동부 표준시 기준 오후 9시에 방영을 시작해 2시간 반 동안 방영되었고 그 이전 7시부터는 2시간 동안 지난 6시즌 동안 있었던 일을 모아 편집된 내용이 방영되었다.
"The End" 에피소드는 미국에서 약 135만명이 시청하였으며 방영 초기 팬과 비평가들 사이에서 평가가 크게 엇갈렸다. 시카고 트리뷴과 IGN의 리뷰어들은 이 에피소드를 이번 시즌의 최고의 에피소드라고 평가하며
극 중 캐릭터와 심리묘사를 극찬하였다. 로스엔젤레스 타임즈와 더 필라델피아 인콰이어의 리뷰어들은 몇가지 질문에 대한 답변의 형식으로 이 피날레 에피소드를 비판했다. 웹 사이트 메타크리틱은 이 에피소드에 100점 만점에 74점을 부여하며 전반적으로 긍정적인 평가를 제시한 반면 더 가디언과 더 데일리 텔레그레프는 전반적으로 부정적인 평가를 내렸다. 이 시리즈를 총 집편하는 리뷰에서는 더 부정적으로 평가하며
이 에피소드를 시리즈 전체의 피날레 중 가장 최악인 에피소드로 평가되고 있다.
이 에피소드에서 맨 인 블랙 (테리 오 퀸) 이 섬을 파괴하는 계획을 실행하고 이에 맞서 잭 셰퍼드 (매튜 폭스)는 그의 계획을 완전히 막으려고 한다. 한편, 이 시즌에서 보여졌던 "플래시 사이드웨이"의 시간대의 정체가 드러난다.